# Ulla Eson Bodin
Ulla Birgitta Eson Bodin, född Ericsson 11 maj 1935 i Göteborgs Vasa församling, Göteborg, död 19 augusti 2009 i Södra Vings församling, Västra Götalands län, var en svensk textilformgivare och sedermera professor på Textilhögskolan i Borås.
Ulla Eson Bodin arbetade under sin karriär med formgivning både inom mode och inom dräktkonst för opera och teater. Hon arbetade bland annat för Bohus Stickning, Vadstena-Akademien och var designansvarig för Almedahls.
Gift från 1958 med Gustaf Harald Bodin (1923–2004).